# 芳田村 (兵庫県)
芳田村（ほうたむら）は、兵庫県加西郡にあった村。現在の西脇市の南西端、野間川の沿岸にあたる。

## 地理
- 山岳：角尾山
- 河川：野間川

## 歴史
- 1889年（明治22年）4月1日 - 町村制の施行により、明楽寺村・水尾村・落方村・上新田村・合山村・出会村・下新田村・下郷村の区域をもって発足。
- 1954年（昭和29年）3月29日 - 西脇市に編入。同日芳田村廃止。上新田は上王子町、下新田は八坂町、下郷は岡崎町にそれぞれ改称。